# Lovisa Claesson
Anna Lovisa Ingeborg Claesson (Borås, 21 febbraio 1995) è una canottiera svedese.

## Biografia
È figlia di Per-Olof Claesson, anche lui canottiere di caratura internazionale.
Ha rappresentato la Svezia ai Giochi olimpici estivi di Tokyo 2020, dove si è classificata 14ª nel singolo.